# Hans von Rochow (Oberst)

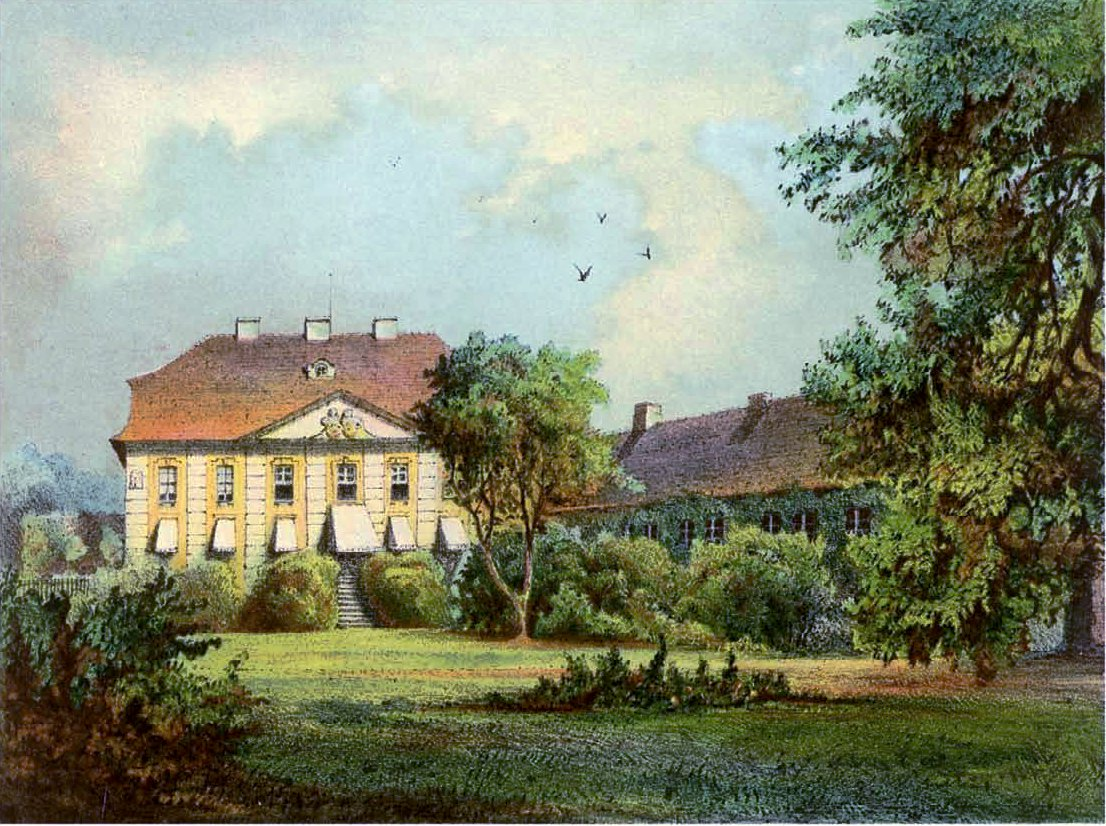
Gut Plessow um 1859/60, Sammlung Alexander Duncker; rechts der ältere Seitenflügel Gutshaus Plessow ist von Oberst Hans von Rochow stammend

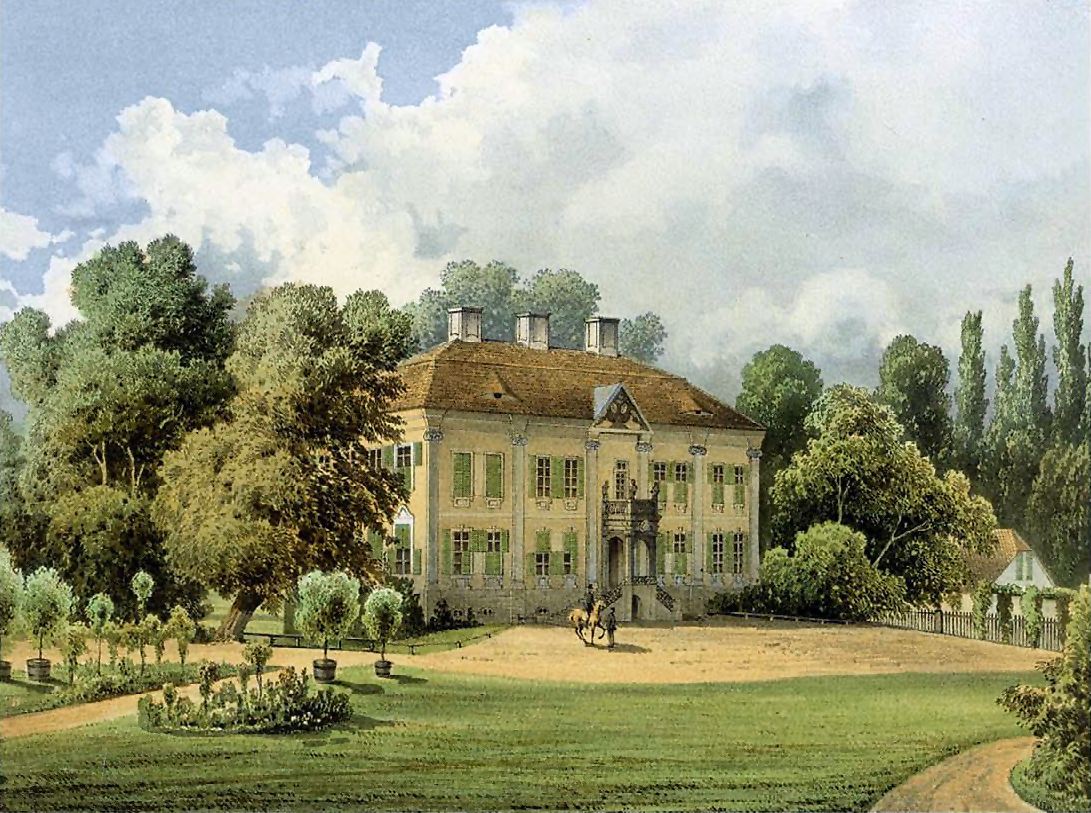
Schloss Stülpe (Sammlung Alexander Duncker); 1648 von Oberst Hans von Rochow erworben

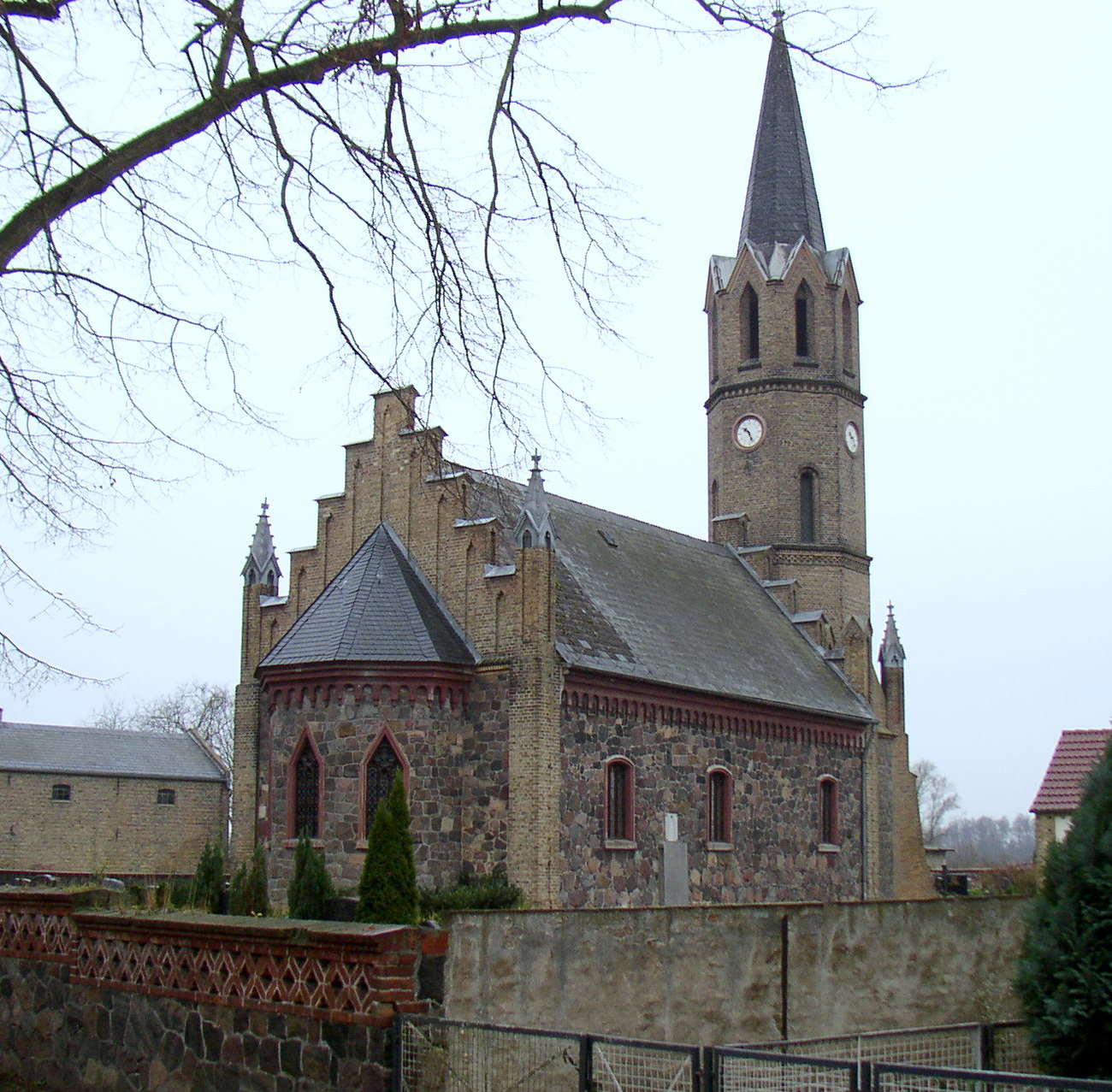
Dorfkirche Plessow (Innen / Nordseite): Mit dem Sandstein-Epitaph des Hans XIV. von Rochow-Plessow

Hans XIV. von Rochow, genannt „Oberst Hans“ (* 18. August 1596 in Zinna; † 16. September 1660 in Stülpe) war ein brandenburgischer Gutsherr und Befehlshaber des 17. Jahrhunderts.

## Biografie
Er kam als Sohn des Plessower Gutsherrn, Amtshauptmann zu Kloster Zinna (Amt Zinna), Hans XIII. von Rochow (1550–1622) und der Hippolyta von Brösigke (1568–1606) zur Welt. Seine Jugend verbrachte er bei Verwandten in Taubenheim, Dresden und Dölau, bevor er Page bei dem kaiserlichen Oberstallmeister Graf Adam von Wallenstein, Cousin des Albrecht Wenzel Eusebius von Waldstein (1583–1634) wurde. Nach dessen Tod war er in dieser Position bei dem Herzog Heinrich Julius von Braunschweig bis zu dessen Tod im Jahre 1613, verließ dann den Hof und ging nach Padua zu seinem Bruder Daniel (1586–1656), um an der dortigen Universität drei Jahre zu studieren. Um 1617 verließ er Padua und ging nach Paris, war drei Monate in Diensten des Gouverneurs von Poitiers, Graf Rochefoucauld und weitere drei Monate bei dem Grafen von Emden in Bristol, ehe er über Hamburg zurückkehrte.
Nach dem Ausbruch des Dreißigjährigen Krieges diente Rochow unter Graf Wolfgang von Mansfeld und stieg zum Rittmeister auf. Mit dem Tod seines Vaters übernahm er als Erbe Plessow nebst Pertinentien und richtete das Gut nach den Verwüstungen wieder her. Zum brandenburgischen Rittmeister ernannt, zog er mit Katharina von Brandenburg, Schwester des Kurfürsten Georg Wilhelm, nach Caschau in Ungarn. Er übernahm als Kompanieführer einen Trupp von 4.000 Mann Fußvolk und 600 Reiter, diese Kompanie hatte der Kurfürst werben lassen, um Brandenburg vor dem zwischen Polen und Schweden ausgebrochenen Krieg zu schützen. Im Jahre 1644 bildeten diese Soldaten das erste stehende Heer der brandenburgisch-preußischen Armee und damit die Grundlage der späteren Königlich Preußischen Armee.
Drei Jahre später ehelichte er Elisabeth Sophie (Söffey) von Lange (* 1600; † 1688 in Stülpe) und ließ ein neues Wohnhaus erbauen. Aus dieser Ehe überlebt er vier Söhne und eine Tochter. Im Jahre 1631 trat er als kursächsischer Rittmeister in den Dienst des Bindauff´schen Kürassierregimentes. Im Folgemonat bereits Major, nahm er an der Schlacht bei Breitenfeld nahe Leipzig teil, um für den evangelischen Glauben zu kämpfen. Nachdem Oberstleutnant Bindauff in der Schlacht gefallen war, übernahm er das Regiment. Als Oberstleutnant führte er ab 1632 das Regiment des Generals Hans Georg von Arnim-Boitzenburg und focht als Oberst in der Schlacht bei Liegnitz (1634) gegen Hieronymus von Colloredo.
1638 fand der Obrist Aufnahme in der Fruchtbringenden Gesellschaft. Als Gesellschaftsname wurde er geführt unter dem Namen Der Beliebte, mit der No. 317 und dem Beispruch: „Beliebt bin Ich Genandt Gott undt der Welt bekandt“.
Kurfürst Johann Georg I. zeichnete ihn umfänglich für seine Dienste aus. Dieser Schmuck, bestehend aus einem Ring mit drei großen Diamanten, eine Gnadenkette mit dem Bildnis des Kurfürsten und eine weitere im Wert von 600 Kronen, fand Eingang in sein Testament. Er verfügte, dass letztere an den jeweiligen Erben der Plessowschen Linie weitergegeben werden muss. Im Nachlass des Kurfürsten fanden sich zudem Obligationen über seinen ausstehenden Sold und weitere Verbindlichkeiten im Wert von 50.000 Talern. Seine Verdienste zeigen sich auch in Geschenken des Kronprinzen von Dänemark und der Königin von Polen. Auf Plessow ließ er während seiner Dienstzeit neue Wirtschaftsgebäude errichten, es wurde ein Weinberg angelegt und zum Schutz gegen die plündernden Panduren wurden Garten und Weinberg mit Mauern, das Gut mit einem Graben umgeben. Nunmehr als kurbrandenburgischer Obrist an der Spitze eines Regimentes, brannten ihm seine Verbündeten trotzdem Ferch, Kammerode und Teile Wildenbruchs ab. Zum kurfürstlichen Kammerherr und Hauptmann von Lehnin ernannt, erwarb er von Moritz Ernst von Langen im Jahre 1644 das Gut Neuendorf am See mit den Dörfern Groß Eichholz, Schwerin und dem Vorwerk Koplin. Vier Jahre später kam ein Tauschvertrag zustande, durch welchen er gegen Neuendorf nebst Pertinentien und 7.000 Talern das Dorf Stülpe nebst Zubehör erhielt. Stülpe hatte zu dieser Zeit nach Brandschatzung nur noch sechs Häuser und sechs Einwohner. Im Jahre 1649 gehörte ihm das Gut Zolchow, er hatte Pfandbesitz an Derwitz, und kaufte 1656 dem verschuldeten Otto Heinrich von Hacke auf Wahlsdorf die Hälfte von Riesdorf nebst der wüsten Feldmark Wendemark und Zippelsdorf, dem Schulzengericht und Höfen ab.
Nach seinem Tod wurde Rochow in dem von ihm erbauten Erbbegräbnis in der Kirche zu Plessow beigesetzt. In der Kirche befindet sich sein Epitaph aus Sandstein von 1660, welches ihn in Rüstung zeigt. Elisabeth verbrachte die Witwenschaft nicht auf Zolchow, sondern bei ihrem jüngsten Sohn Friedrich Wilhelm, Herrn auf Stülpe. Beigesetzt wurde sie ebenfalls in Plessow. Sein Sohn Hans Ernst war sein Nachfolger auf Plessow.